# Franz Ballner
Franz Ballner (* 2. Dezember 1870 in Fulnek; † 13. Dezember 1963 in Wald-Michelbach) war ein österreichischer Arzt, Bakteriologe und Hygieniker.

## Leben
Nach dem Besuch des Gymnasiums in Troppau (Matura 1890) begann Franz Ballner im selben Jahr das Studium der Medizin an der Universität Wien, wo er im Jahr 1896 zum Doktor der gesamten Heilkunde promovierte. Während seines Studiums wurde er Mitglied des Vereins deutscher Studenten aus Nordmähren (seit 1952 Sudetia) im Waidhofener Verband.
Nach Ableistung seiner Dienstzeit als Einjährig-Freiwilliger Mediziner trat Ballner im Jahr 1897 als Oberarzt in die Österreich-Ungarische Armee mit Dienstort Innsbruck ein. Nach zwei Jahren Dienst im dortigen Garnisonsspital wurde er Truppenarzt beim 1. Regiment der Tiroler Kaiserjäger. Von 1901 bis 1910 war er Chefarzt und Lehrer für Physik, Chemie und Gesundheitspflege an der Infanterie-Kadettenschule in Innsbruck. In dieser Zeit veröffentlichte er allein oder mit Kollegen verschiedene Untersuchungen zur Bakteriologie, Hygiene und Desinfektion. Umfassend untersuchte er pflanzliche Eiweiße und entwickelte die Methode zu ihrer Differenzierung bis zu sehr hoher Präzision.
Auf der Tagung der Gesellschaft Deutscher Naturforscher und Ärzte 1906 in Meran stellte Ballner zur Gewinnung von keimfreiem Trinkwasser eine Behandlung mit Chlorgas vor, die dann weltweit angewendet wurde. Im Jahr 1909 wurde er Privatdozent und 1911 Außerordentlicher Professor der Hygiene an der Universität Innsbruck. Während dieser Zeit wurde er auch Mitglied des Militär-Sanitäts-Komitees in Wien und ordentliches Mitglied des Landes-Sanitätsrates für Tirol und Vorarlberg.
Im Jahr 1910 erhielt Ballner auf Grund seiner chemischen und bakteriologischen Kenntnisse den Auftrag, in dem neu errichteten Garnisonsspital ein chemisch-bakteriologisches Laboratorium als hygienische Untersuchungsstelle für das Innsbrucker Korpskommando einzurichten. Zu den Aufgaben dieses Laboratoriums gehörten außer der Bekämpfung der Infektionskrankheiten im Korpsbereich auch die chemischen und bakteriologischen Wasseruntersuchungen in den verschiedenen Garnisonen von Tirol, Salzburg und Teilen von Oberösterreich, besonders aber in den Festungsanlagen in den Südtiroler Alpen an der italienischen Grenze.
Zu Beginn des Ersten Weltkrieges war Ballner nur kurz Feldspital-Kommandant an der russischen Front, um bereits im Herbst 1914 wegen des Auftretens von Cholera, Typhus, Ruhr und Fleckfieber hygienischer Referent und bakteriologischer Fachmann  beim 4. Armeekommando zu werden. In dieser Funktion sorgte er dafür, dass neben dem bakteriologischen Zentrallaboratorium jeder Division ein solches Laboratorium zur Verfügung gestellt wurde, deren ärztliche Leiter er selbst ausbildete. Hauptaufgabe war Schutzimpfungen gegen Typhus und Cholera durchzuführen, worüber in diesem Umfang noch keine Erfahrungen vorlagen. Die dort bisher unbekannten Fleckfieber-Epidemien konnten durch völlige Beseitigung der Kleiderläuse zum Erlöschen gebracht werden. Dazu wurden Desinfektions- und Badeeinrichtungen geschaffen. Die Armeeärzte versorgten nicht nur die Truppe, sondern auch die Zivilbevölkerung, da die einheimischen Ärzte fast überall das Land verlassen hatten. 1917 wurde Ballner hygienischer Referent im Reichskriegsministerium in Wien mit Zuständigkeit für ganz Österreich-Ungarn.
Nach Kriegsende und Zusammenbruch der Monarchie war Ballner 1920 bis 1933 Laboratoriumsvorstand und Hygieniker beim Armeekommando für die Slowakei in Pressburg im Dienste der tschechoslowakischen Republik, wo er die bisherigen Arbeiten fortführte. Dazu hatte sich in den Donau-Niederungen das Wechselfieber (Malaria) ausgebreitet, das von den Stechmücken von Malaria-Kranken übertragen wurde. Durch Verlegung aller Malaria-Kranken in die stechmückenfreien Tatra-Gebiete kam es zu keinen Neuerkrankungen.
Nach Erreichung der Altersgrenze trat Ballner im Jahr 1933 als Oberstarzt a. D. und a.o. Univ.-Professor a. D. in den Ruhestand, den er in Troppau verlebte. Allerdings wurde er 1939 bei Ausbruch des Zweiten Weltkrieges als dienstverpflichteter Arzt zum staatlichen Gesundheitsamt in Troppau eingeteilt, wo er bis Kriegsende im Mai 1945 tätig war. Im September 1946 wurde er nach vielen Leiden ausgesiedelt und war zunächst in Württemberg und ab 1951 in Wald-Michelbach ansässig.

## Veröffentlichungen
- Untersuchungen über die Aggressin-Wirkung des Bacillus pneumoniae Friedländer. Centralblatt für bakt. etc. I. Abt. Originale. Bd. XLII. Heft 3, S. 247–251.
- (mit Kurt Ritter von Stockert) Einige Bemerkungen über Trockenmilch. Zeitschrift für Lebensmitteluntersuchung und -Forschung A, Band 22, Nr. 11, S. 648–651.
- Experimentelle Studien über die Desinfectionskraft gesättigter Wasserdämpfe bei verschiedenen Siedetemperaturen. Verlag C. Gerold's Sohn, 1902, 16 Seiten.
- Die hygienische Beurteilung des hängenden Gasglühlichtes. Aus: Schilling's Journal für Gasbeleuchtung und verwandte Beleuchtungsarten, sowie für Wasserversorgung 1906, Verlag Oldenbourg, München 1906.
- Über die Desinfektion von Büchern, Drucksachen und dergleichen mittels feuchter heißer Luft. Verlag Deuticke, 1907, 57 Seiten.
- (mit B. Mayrhofer) Bakteriologische Nachprüfung der zahnärztlichen Therapie der Pulpagangrän. Aus: Wiener klinische Wochenschrift, Bd. 21, Nr. 17, Verlag Braumüller, Wien 1908.
- (mit Robert Burow) Studien über die biologische Differenzierung von pflanzlichem Eiweiß: Versuche zur Differenzierung von Leguminosen-Eiweiß und von Varietäten einer und derselben Art. Verlag Wagner, Innsbruck 1911.